# Gare de Baden-Baden
Ne doit pas être confondu avec Gare de Baden.
La gare de Baden-Baden (en allemand : Bahnhof Baden-Baden) est une gare ferroviaire de la ville allemande de Baden-Baden (land de Bade-Wurtemberg).

## Situation ferroviaire
La gare est située au point kilométrique (PK) 105,3 de la ligne de Mannheim à Bâle entre les gares de Baden-Baden - Haueneberstein et de Sinzheim Nord.

## Histoire
La gare a été ouverte le 6 mai 1844 par les Chemins de fer de l'État de Bade le long de la Rheintalbahn venant de Rastatt. La gare a été nommée Oos.
Le 27 juillet 1845, une ligne fut construite vers le centre de Baden-Baden avec une gare terminus.
En 1904, la gare a été reconstruite, et en 1908, renommée en Baden-Oos.
L'électrification de la Rheintalbahn au niveau de Baden-Baden est effectuée en 1950.
Le 24 septembre 1977, le dernier train a circulé sur la ligne locale vers le centre. Les voies ont été retirées, la gare terminus fermée; la gare de Baden-Oos sur la ligne du Rhin fut renommée Baden-Baden.
Depuis le 23 mars 2012, Baden-Baden est desservie par un TGV sur la relation Marseille - Francfort.

## Traduction
- (en) Cet article est partiellement ou en totalité issu de l’article de Wikipédia en anglais intitulé « Baden-Baden station » (voir la liste des auteurs).